# Nesoddtangen
Nesoddtangen è un villaggio della Norvegia, situato nella municipalità di Nesodden, nella contea di Akershus.